# Hanniv, Colomeea
Hanniv (în ucraineană Ганнів) este un sat în comuna Debeslavți din raionul Colomeea, regiunea Ivano-Frankivsk, Ucraina.

## Demografie
Componența lingvistică a localității Hanniv
     Ucraineană (100%)
Conform recensământului din 2001, toată populația localității Hanniv era vorbitoare de ucraineană (100%).